# 沃爾斯克拉河
沃爾斯克拉河（羅馬化：Vorskla）是俄羅斯和烏克蘭的河流，屬於第聶伯河的左支流，河道全長464公里，流域面積約14,700平方公里，發源自中俄羅斯高地，河畔城鎮有烏克蘭中部城市波爾塔瓦。
48°54′15″N 34°07′18″E / 48.90417°N 34.12167°E